# Cateninas
As cateninas são uma família de proteínas encontradas em complexos com moléculas de adesão de células caderinas de células animais. As duas primeiras cateninas identificadas ficaram conhecidas como α-catenina e β-catenina. α-catenina pode se ligar a β-catenina e também pode ligar actina filamentosa (F-actina). A β-catenina liga-se diretamente à cauda citoplasmática das caderinas clássicas. Cateninas adicionais, como γ-catenina e δ-catenina, foram identificadas. O nome "catenina" foi originalmente selecionado ('catena' significa 'cadeia' em latim) porque havia a suspeita de que a catenina poderia ligar as caderinas ao citoesqueleto.

## Tipos

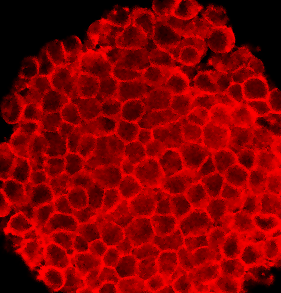
Figure 1. β-catenina em contato de célula-com-célula de células de P19 carcinoma embryonal.

- α-catenina
- β-catenina
- γ-catenina
- δ-catenina[4]

## Função
Vários tipos de cateninas trabalham com N-caderinas para desempenhar um papel importante na aprendizagem e na memória.
Os complexos de adesão célula-célula são necessários para epitélios simples em organismos superiores para manter a estrutura, função e polaridade. Esses complexos, que ajudam a regular o crescimento celular, além de criar e manter camadas epiteliais, são conhecidos como junções aderentes e geralmente incluem pelo menos caderina, β-catenina e α-catenina. As cateninas desempenham papéis na organização celular e na polaridade muito antes do desenvolvimento e incorporação das vias de sinalização Wnt e caderinas.
A principal função mecânica das cateninas é conectar caderinas aos filamentos de actina, como as junções de adesão das células epiteliais. A maioria dos estudos que investigam as ações da catenina focam na α-catenina e na β-catenina. A β-catenina é particularmente interessante, pois desempenha um papel duplo na célula. Em se ligar aos domínios da cauda citoplasmática intracelular do receptor da caderina, pode atuar como um componente integral de um complexo de proteínas nas junções aderentes que ajudam as células a manter as camadas epiteliais. A β-catenina atua ancorando o citoesqueleto de actina às junções e pode auxiliar na sinalização de inibição de contato dentro da célula. Por exemplo, quando uma camada epitelial está completa e as junções aderentes indicam que a célula está rodeada, a β-catenina pode desempenhar um papel em dizer à célula para parar de proliferar, uma vez que não há espaço para mais células na área. Em segundo lugar, a β-catenina participa da via de sinalização Wnt como um alvo a jusante. Embora a via seja muito detalhada e não completamente compreendida, em geral, quando Wnt não está presente, GSK-3B (um membro da via) é capaz de fosforilar β-catenina como resultado de uma formação complexa que inclui β -catenina, AXIN1, AXIN2, APC (um produto do gene supressor de tumor), CSNK1A1 e GSK3B.
Após a fosforilação dos resíduos N-terminais Ser e Thr da β-catenina, o BTRC promove sua ubiquitinação, o que faz com que seja degradado pelo complexo TrCP / SKP.  Por outro lado, quando Wnt está presente, GSK-3B é deslocado do complexo mencionado anteriormente, fazendo com que a β-catenina não seja fosforilada e, portanto, não ubiquitinada. Como resultado, seus níveis na célula são estabilizados à medida que ele se acumula no citoplasma. Eventualmente, parte dessa β-catenina acumulada se moverá para o núcleo com a ajuda de Rac1. Nesse ponto, a β-catenina torna-se um coativador para TCF e LEF para ativar os genes Wnt, deslocando os repressores de transcrição Groucho e HDAC.  Esses produtos gênicos são importantes na determinação do destino celular durante o desenvolvimento normal e na manutenção da homeostase, ou podem levar ao crescimento desregulado em distúrbios como o câncer, respondendo a mutações em β-catenina, APC ou Axin, cada um dos quais pode levar a essa estabilização do nível de β-catenina desregulada nas células.